# ディーン・ロール
ディーン・ロール（Dean Matthew Roll、1975年1月28日 - ）は、アメリカ合衆国のプロレスラーでシャーク・ボーイ（Shark Boy）のリングネームでWCW、TNAで活動していた。

## 来歴
1995年10月にロールは12歳の時にレス・サッチャーの元でトレーニングを開始する。1997年5月3日にサッチャーのハートランド・レスリング・アソシエーション（Heartland Wrestling Association / HWA）でマスクマンのエル・ピラニア（El Piranha）のリングネームでデビュー。その後インディペンデント・レスリング・アソシエーションにデビュー、1995年の曲であるアイ・カム・フロム・ザ・ウォーターのカートゥーンのキャラクター、シャーク・ボーイに扮するようになる。1998年になるとシャーク・ボーイのキャラを生かしてメディアに露出するようになり、1999年にはシャーク・ボーイを商標登録している。
1999年5月にオハイオ州シンシナティで行われた2nd Annual Brian Pillman Memorial Showのトーナメントでマット・ストライカー、テリック・ザ・グレイド、チップ・フェアウェイを破り優勝している。同年にWCWと契約しており、WCWサタデー・ナイトやWCWサンダーに何回か登場するようになるが2000年初めにリリースされている。2002年2月にWWAのPPV、Revolutionに登場。11月にはヨーロッパのツアーに参加、12月にはPPVのRetributionに登場している。同じ時期にエクストリーム・プロレスリング（Xtreme Pro Wrestling）のツアーにも参加している。
2002年にTNAに登場するようになり、2003年にはニュー・ジャックとタッグを組んだり、ジャックの解雇後はマッド・マイキー（元WWEのクラッシュ・ホーリー）と組むが11月にマイキーが死去した事によりタッグは解消、TNAから一時的に姿を消すようになる。08年にストーン・コールド・スティーブ・オースチンギミックで復帰し、カレーマンとタッグを組むようになりコメディ路線で活動するようになる。5月にカズと対戦するが負け、負傷もしてしまっている。7月上旬にバックステージに復帰し、それ以降はバックステージの登場が多くなった。その後再びテレビから消えている。また、この頃にはストーン・コールドのギミックはなくなっていた。
2010年2月に復帰、ブルータス・マグナスとスカッシュ・マッチをしている。しかし、インフルエンザの症状が見られたために8月の復帰までテレビから姿を消している。復帰してシーク・アブドゥル・バシリ、コンスケンスズ・クリードと対戦するが負けている。クリードとの試合を最後に10月中旬にTNAのwebサイトからプロフィールが消され、解雇されている。解雇されるまでにはロード・エージェントやレフェリーをしていた。解雇されたが12月のFinal Resolutionで復帰、ロビー・Eとジェイ・リーサルのTNA Xディヴィジョン王座を賭けた試合でクッキーをケージに入れるために登場しており、試合後にはクッキーにチュマーを食らわし、オースチンギミックを復活させた。PPV後にはロビー・Eとシングルマッチで対戦している。
2011年3月に自身がTNAにリリースを要求し、要求が認められリリースされている。7月のPPV、Destination Xにスポット参戦している。
2013年5月23日収録のTNA・インパクトレスリングにサプライズ登場。

## その他
- ディランという息子がいる。
- 2004年にザ・シャーク・タンク（The Shark Tank）というレスリング・スクールを開いている。

## 得意技
"ストーン・コールド" シャーク・ボーイ時代
チャマー(Chummer）
スタナーと同型の変形顎砕き
- ルー・テーズ・ドロップで相手の腹部に跨り、マウントの体勢からパンチ連打へ繋げる。
- アピールを付けてからのエルボー・ドロップ
- コーナー下に座りこんだ相手へストンピングを連発し、アピールしてから最後のストンピンぐを見舞う一連のムーブ。

シャーク・ボーイ時代
DSD
コーナートップに座り、ドラゴンスリーパーで相手を捕らえたら前方に回転しながらマットに尻餅を着き、相手の顎へスタナーを決める技。DSDはデッド・シー・ドロップ（Dead Sea Drop）、ディープ・シー・ドロップ（Deep Sea Drop）の略でフィニッシャー。
シャーク・ケン・ラナ
前方回転飛びつき式ハリケーン・ラナ。フィニッシュ技で使う事がある。
- ニー・リフト
- 膝を着いている相手へのフェイスバスター
- ハングマンズ式ネックブリーカー
- ミサイル・ドロップキック
- スリングショット式ダイビング・クロス・ボディ

## 獲得タイトル
APW（Atlantic Pro Wrestling）
- APWジュニアヘビー級王座 :2回

BPW（Buckeye Pro Wrestling）
- BPWヘビー級王座 :2回
- BPWタッグチーム王座 :2回（w/コーディ・ホーク）

EPW（Eastern Pro Wrestling）
- EPWタッグチーム王座 :1回（w/ロッコ・アブルッツィ）

HCW（Hardcore Championship Wrestling）
- HCWヘビー級王座 :1回

HWA（Heartland Wrestling Association）
- HWAクルーザー級王座 :3回
- HWAヘビー級王座 :1回

IWA Mid-South（Independent Wrestling Association Mid-South）
- IWA Mid-Southライト・ヘビー級王座 :1回
- IWA Mid-Southテレビジョン王座 :1回

MEWL（Main Event World League）
- MEWLクルーザー級王座 :1回

MWA（Midwest Wrestling Association）
- MWAライト・ヘビー級王座 :1回

MWWC（Mid-West Wrestling Connection）
- MWWCヘビー級王座 :1回

NWA East
- NWA Eastテレビジョン王座 :1回

NBWA（New Breed Wrestling Association）
- NBWAヘビー級王座 :1回

NEPW（New Era Pro Wrestling）
- NEPWクルーザー級王座 :1回

PCW（Provincial Championship Wrestling）
- PCWヘビー級王座 :1回

その他
- RAWクルーザー級王座 :1回
- WPLクルーザー級王座 :1回
- PWBヘビー級王座 :2回